# سیکلودودکاهگزاان
سیکلودودکاهگزاان (به انگلیسی: Cyclododecahexaene) با فرمول شیمیایی C12H12 یک ترکیب شیمیایی با شناسه پاب‌کم ۵۳۴۳۸۳۰۶ است؛ که جرم مولی آن ۱۵۶٫۲۲۸ گرم بر مول می‌باشد.